# Marilao
Marilao ist eine Stadtgemeinde in der philippinischen Provinz Bulacan.

## Baranggays
Marilao ist in folgende 16 Baranggays aufgeteilt:
| - Abangan Norte - Abangan Sur - Ibayo - Lambakin - Lias - Loma de Gato - Nagbalón - Patubig | - Población I - Población II - Prenza I - Prenza II - Santa Rosa I - Santa Rosa II - Saog - Tabing Ilóg |